# Thung lũng Hoa Đông

Thung lũng Hoa Đông (màu xanh), giới hạn phân theo mạch nước ngầm

Thung lũng Hoa Đông (tiếng Trung: 花東縱谷), là một thung lũng có địa thế dài và hẹp nằm giữa dãy núi Trung Ương và dãy núi Hải Ngạn. Thung lũng này được coi là một vùng đồng bằng với chiều dài 180 km gần bờ biển phía đông của Đài Loan, trải dài từ Hoa Liên ở phía bắc đến Đài Đông ở phía nam, chiều rộng đông tây thay đổi từ 2 đến 7 km, tổng diện tích của toàn Thung lũng ước tính là 1.000 km² và tên của Thung lũng cũng xuất phát từ hai địa danh này. Thung lũng được cho là điểm cuối của Vành đai biến đổi Philippines, một tập hợp phức tạp các mảng kiến tạo và xâm nhập núi lửa. Có ba hệ thống sông lớn chảy qua Thung lũng Hoa Đông, bao gồm sông Hoa Liên, sông Tú Cô Loan và sông Ti Nam, tất cả đều đổ ra Thái Bình Dương. Xa lộ Hoa Đông, một phần của Tỉnh lộ 9, chạy dọc theo chiều dài của Thung lũng từ bắc xuống nam.
Thung lũng Hoa Đông là nơi cư trú truyền thống của năm bộ tộc thổ dân là Ami, Atayal, Bunun, Taroko và Puyuma. Các nét văn hóa truyền thống của thổ dân có ảnh hưởng đáng kể đến con cháu của họ hiện nay và cũng là một nét đặc sắc của khu vực.

## Hình ảnh

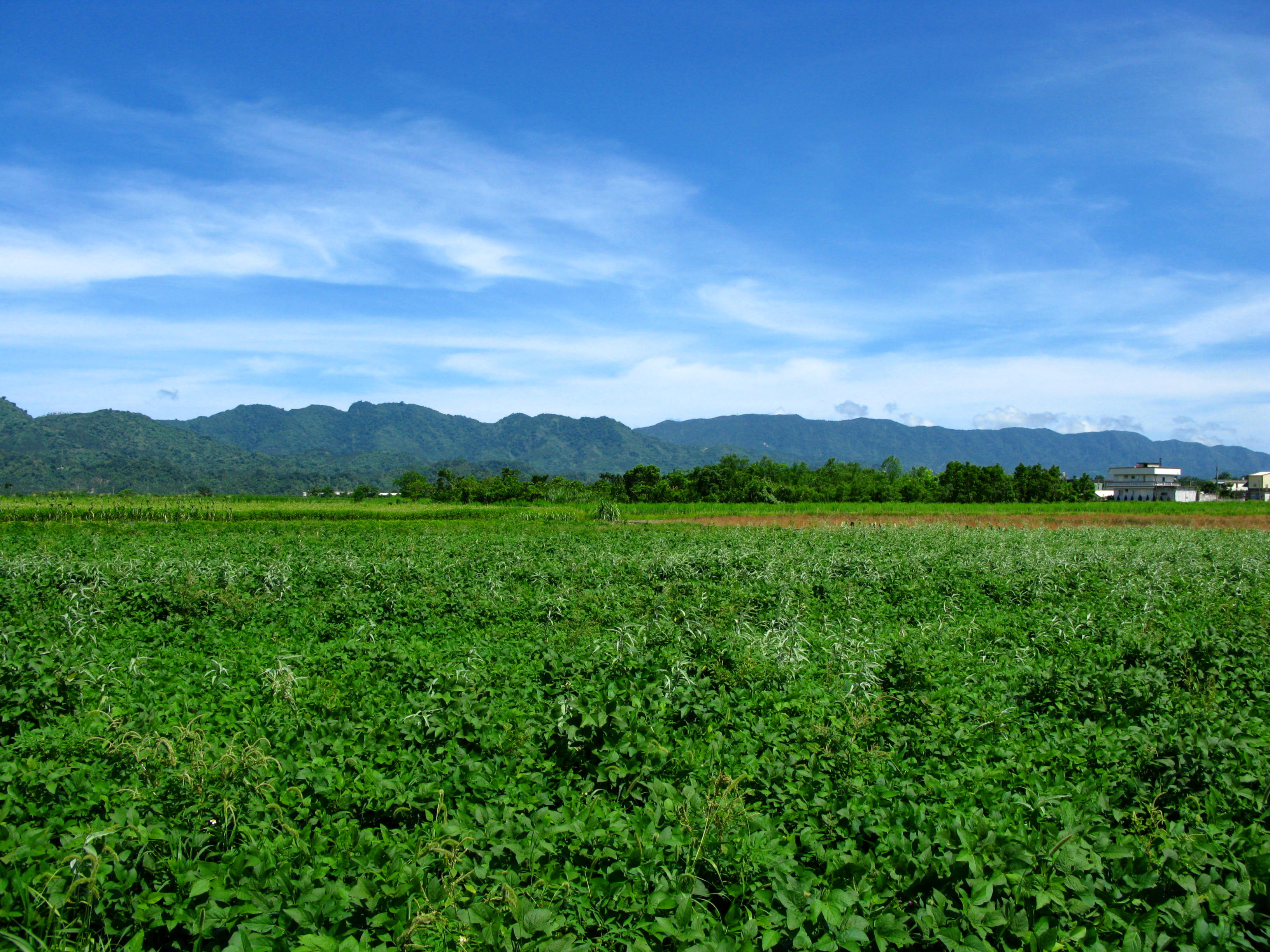
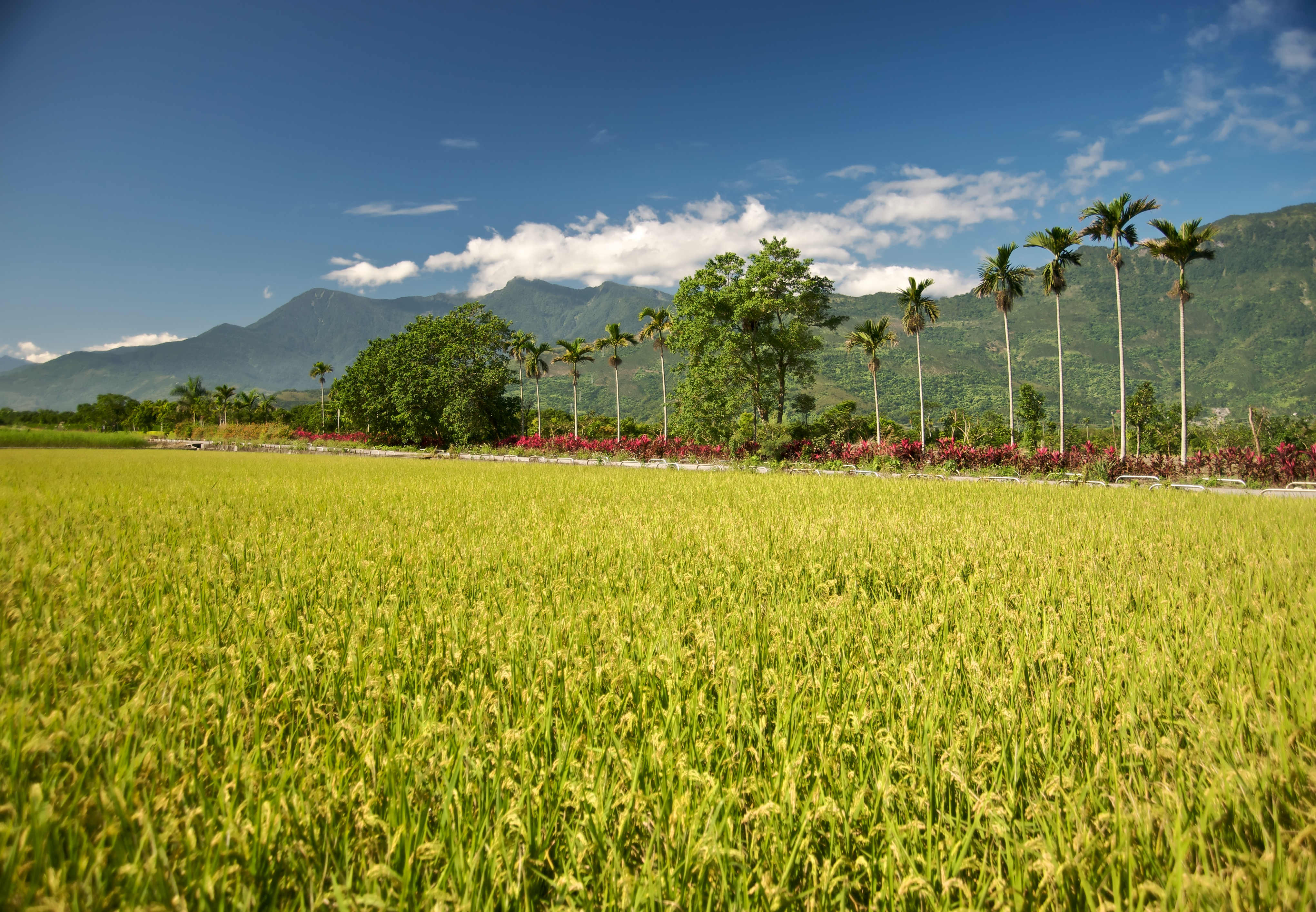
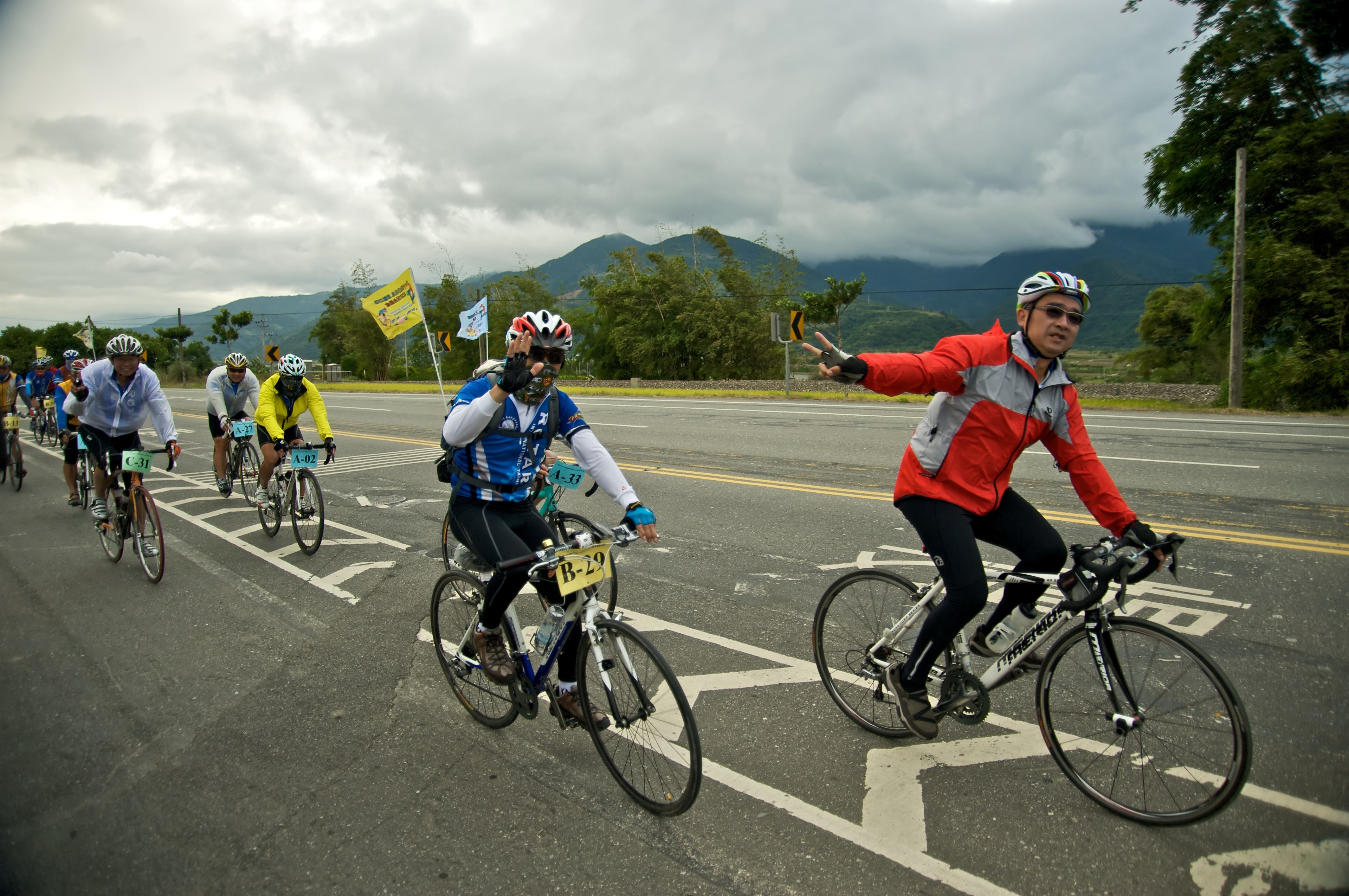
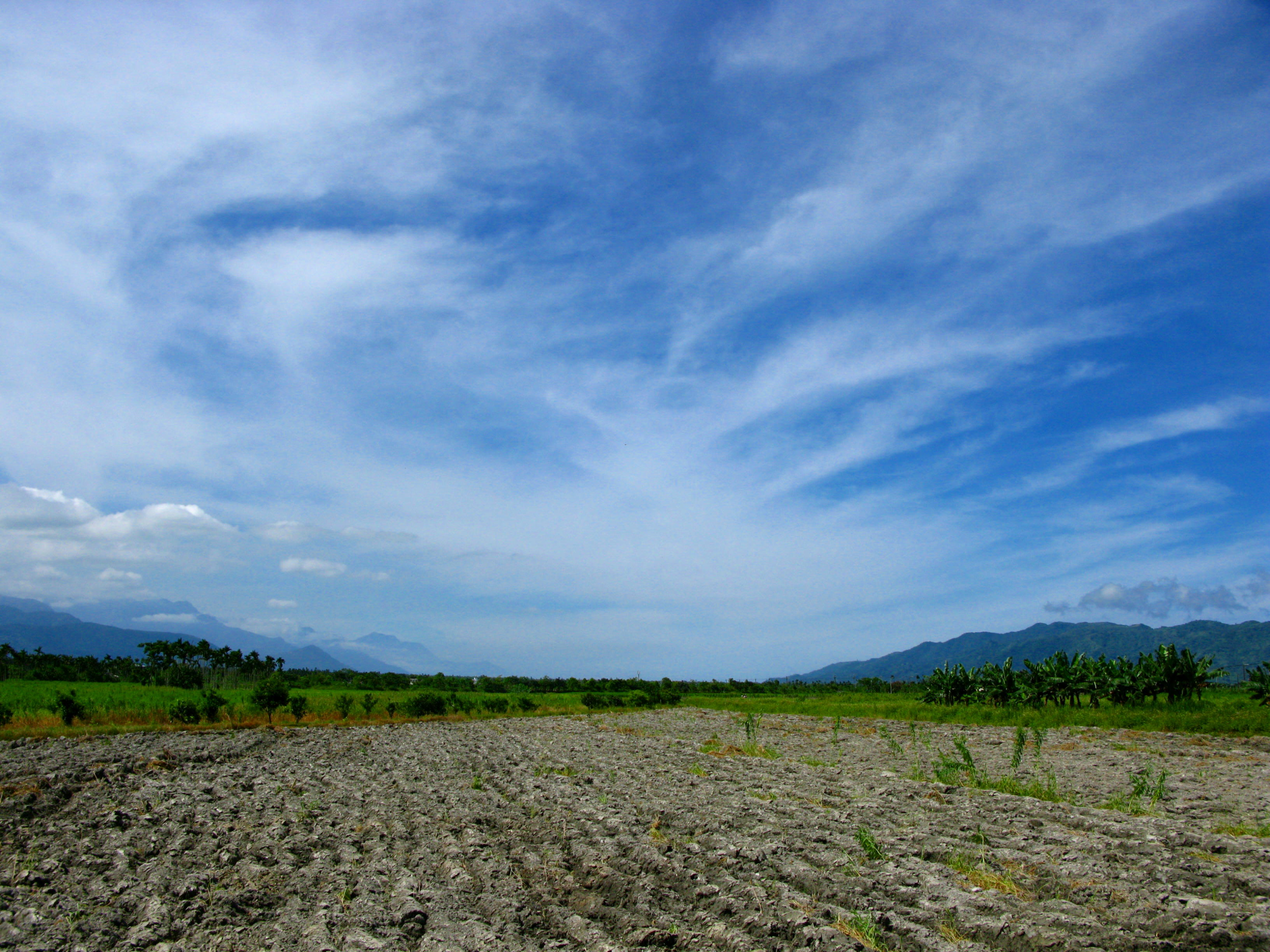